# Pedro de Sebaste
Pedro de Sebaste (340-391) foi bispo de Sebaste, de 381 até o ano de sua morte.

## Vida e obras
Seus pais eram Basílio, o Velho e Emelia de Cesareia, na Capadócia. Seus irmãos eram Santa Macrina, a Jovem e dois dos padres capadócios, Basílio Magno e Gregório de Níssa. Caçula de uma família grande em que sua irmã mais velha, Macrina, exercia grande influência sobre sua educação religiosa, agindo como instrutora, dirigindo-o para uma vida espiritual e ascética. Renunciando ao estudo das ciências profanas, ele se devotou inteiramente à meditação das Escrituras e a cultivar uma vida religiosa. Logo após a elevação de seu irmão à sé episcopal de Cesareia, Pedro recebeu dele a ordenação para padre, embora ele depois tenha se retirado da vida ativa para se tornar um recluso ascético. Ele ajudou sua irmã a conseguir o sonho de sua vida, apoiando-a e à mãe no estabelecimento de um mosteiro e um convento nas terras da família após a morte de seu pai. Após o seu voto de castidade, Pedro na transformação da comunidade de virgens para uma comunidade cenobita mista. Ele liderou o mosteiro masculino enquanto Macrina era responsável pela comunidade das mulheres.
Mais ou menos no ano 380 dC, ele também foi elevado ao cargo de bispo na sé de Sebaste, na Armênia e, sem escrever nenhuma obra literária, apoiou seus irmãos Basílio e Gregório na luta contra o arianismo. Residia, antes da eleição episcopal, em Annesi, perto de Neocesareia. Sob seu conselho, Gregório escreveu sua grande obra "Contra Eunômio" em defesa do livro homônimo de Basílio contra Eunômio. E foi também a seu pedido que Gregório escreveu o "Tratado sobre a Obra dos Seis Dias", também defendendo um tratado similar de Basílio contra as interpretações falsas e para completá-lo. Após sua morte, Gregório de Níssa dedicou-lhe seu De opificio hominis ("A Criação do Homem"), tão claramente origenista, e lhe escreveu a carta 29, recebendo em resposta a carta 30 de sua correspondência.
Não há informações detalhadas sobre suas atividades como bispo, exceto que esteve presente no Primeiro Concílio de Constantinopla em 381. Após sua morte, em 391, ele passou a ser venerado como santo. Sua festa, na Igreja Católica, é no dia 8 de janeiro.